# کمک تپه گاومیشلی
کمک تپه گاومیشلی مربوط به اواخر است و در شهرستان گنبد کاووس، روستای گاومیشلی واقع شده و این اثر در تاریخ ۲۲ تیر ۱۳۷۹ با شمارهٔ ثبت ۲۷۳۱ به‌عنوان یکی از آثار ملی ایران به ثبت رسیده است.